# Julian Urantówka
Julian Urantówka (ur. 17 lutego 1924 w Topoli, zm. 25 sierpnia 2014) – funkcjonariusz Milicji Obywatelskiej, w latach 1969−1971 komendant wojewódzki MO w Szczecinie, następnie do 1989 komendant wojewódzki MO i szef WUSW w Opolu.

## Życiorys
Syn Stanisława i Stanisławy z d. Gorgoń. W latach 1944–1945 żołnierz Batalionów Chłopskich na Kielecczyźnie. W latach 1945–1946 milicjant Posterunku MO w Kazimierzy Wielkiej i w Drażejewie. W latach 1946–1947 zastępca komendanta Posterunku MO w Opatowcu. W 1947 zastępca dowódcy plutonu do spraw polityczno-wychowawczych, a potem instruktor polityczno-wychowawczy KP MO w Pińczowie. W latach 1947–1950 słuchacz, a potem wykładowca prawa karnego i administracyjnego Szkoły oficerów polityczno-wychowawczych MO w Łodzi. W latach 1950–1966 w dyspozycji komendanta MO miasta Łodzi, później referent operacyjny Wydziału Służby Zewnętrznej, starszy referent operacyjny Sekcji 3 Wydziału II, dowódca Kompanii Regulacji Ruchu, zastępca naczelnika, a potem naczelnik Wydziału II KM MO w Łodzi. W 1961 ukończył zaoczne studia w Wyższej Szkole Ekonomicznej w Łodzi, uzyskując tytuł magistra. W latach 1966–1969 komendant MO miasta Krakowa i jednocześnie zastępca komendanta wojewódzkiego MO w Krakowie W czasie strajków na Wybrzeżu pełniący obowiązki Komendanta Wojewódzkiego Milicji, w trakcie strajku wydał rozkaz strzelania do strajkujących stoczniowców.

## Odznaczenia
- Medal im. Ludwika Waryńskiego (1988)[5]